# 太田述正
太田 述正（おおた のぶまさ、1949年2月17日 - ）は、日本の評論家。防衛庁のキャリア出身で元防衛庁長官官房防衛審議官。
経営学修士（MBA）、政治学修士（いずれもスタンフォード大学）。

## 来歴
三重県四日市市出身。エジプトカイロにて少年期を過ごす。モーツァルト記念音楽院に短期留学。

### 年譜[1]
- 1961年永田町小学校（現麹町小学校）卒業
- 1964年麹町中学校卒業
- 1967年都立日比谷高校卒業
- 1967年東京大学文科I類入学
- 1970年国家公務員採用上級甲種試験（区分:法律）最終合格。
- 1971年東京大学法学部卒業
- 1971年防衛庁入庁。同期には守屋武昌元防衛事務次官がいる
- 1976年米国スタンフォード大学経営学修士（MBA）及び政治学修士
- 1987年12月14日 防衛庁長官官房付（英国国防大学へ官費留学）
- 1989年1月4日 防衛庁長官官房企画官事務取扱
- 1989年4月1日 防衛施設庁労務部労務管理課長
- 1990年7月2日 防衛庁人事局人事第二課長
- 1993年6月25日 防衛庁教育訓練局教育課長
- 1994年7月1日 防衛大学校総務部長
- 1996年7月2日 防衛施設庁施設部首席連絡調整官兼艦載機訓練場対策副本部長
- 1997年7月1日 防衛施設庁総務部監察官
- 1998年6月30日 防衛庁長官官房防衛審議官
- 1999年8月1日 仙台防衛施設局長
- 2001年3月13日 依願退職
- 防衛庁退職後、第19回参議院議員通常選挙で比例代表候補として民主党から出馬。23,309票[2]で落選。
- その後「天下りは諸悪の根源である」という持論に基づき、天下りをすることなく、国際時事評論家としてコラムの執筆を中心に活動をしている。

## 人物像等
大臣官房で審議官まで経験した人物であるため、防衛省の内部事情を知り尽くしている。人を喰ったような性格であるため、テレビ番組などで誤解を招きやすい。
- 守屋武昌の接待疑惑を端に発した山田洋行事件では、同期であるということでテレビ番組、雑誌などのメディアへ登場。特に「たかじんのそこまで言って委員会」（2007年10月28日・11月4日放送）においては2週にわたって持論と経験に基づいた討論をしている。4日放送分では、冷戦中に盛んに喧伝されていた「ソ連脅威論」が、危機を煽るための防衛庁による捏造だったと主張した[3]。
- 仙台防衛施設局長時代に書き留めた日記（PC保存）の記述をもとに、当時内閣官房副長官であった額賀福志郎（それ以前に防衛庁長官を歴任）から、仙台防衛施設局管轄区域内にある建設会社を指名業者に入れるよう当時の防衛庁長官官房長である守屋を通じて防衛施設庁本庁へ口利きがあった（ことを部下から報告された）ことを2007年11月に公表（この口利きは仮に全て違法行為だったとしても、公表時点では公訴時効は成立していた）。また、同局長時代に部下に命じて作成させた14人のあっせん利得国会議員のリスト（PC保存）を保有していることも明らかにした[4]。

## 著書

### 単著
- 『防衛庁再生宣言』（日本評論社、2001年7月）
- 『実名告発防衛省』（金曜日、2008年10月）

### 共著
- 『属国の防衛革命』（兵頭二十八共著、光人社、2008年9月）

### 新聞・週刊誌
- 2008年1月22日付の東京新聞26 - 27頁
- 2008年1月25日発売の月刊「宝島」3月号・23頁

## 出演番組
- 読売テレビ「たかじんのそこまで言って委員会」
- テレビ朝日「朝まで生テレビ!」「官僚国家ニッポンの行方」
- 日本テレビ「太田光の私が総理大臣になったら…秘書田中」
- 日本テレビ「NEWSリアルタイム」「ここがわからん!」
- 朝日放送「ムーブ!」
- 日本文化チャンネル桜「どうする!?どうなる!?日本の防衛」「どうなる!?東アジア軍事情勢」「日外国人問題と移民政策－Part1・Part2」「【世界最凶の文民統制】激論・田母神論文インパクト」「対中国・リアル国防危機論」
- TBSラジオ「ストリーム」内コーナー「ニュース逆さめがね」
- KBS京都ラジオ「里見まさとのSCAN KYOTO」
- 毎日放送ラジオ「特集1179」
- J-WAVE「JAM　THE　WORLD」内コーナー「15MINUTES」
- 文化放送「大竹まこと ゴールデンラジオ!」大竹メインディッシュ